# Джонсон, Брэндон
Брэндон Джонсон (англ. Brandon Johnson; род. 27 марта 1976, Элджин) — американский государственный и политический деятель. С 15 мая 2023 года является мэром Чикаго.

## Биография
Родился и вырос в Элджине, штат Иллинойс . Был одним из десяти детей в семье Эндрю и Вильмы Джин Джонсон.  Его отец был пастором, а также работал в Центре психического здоровья Элджина. Когда Брэндону Джонсону было девятнадцать лет, его мать умерла от сердечной недостаточности.
Женат на Стейси Ренчер. Имеет степень бакалавра в области развития молодежи и степень магистра преподавания в Университете Ороры.
Член Демократической партии. Ранее входил в состав Совета представителей округа Кук с 2018 по 2023 год, представляя 1-й округ. Впервые избран в Совет уполномоченных округа Кук в 2018 году после победы над действующим руководителем Ричардом Бойкином на праймериз Демократической партии и последующей победой на всеобщих выборах. В 2022 году был переизбран в Совет представителей округа Кук.
В 2023 году был избран мэром Чикаго. Вышел во второй тур вместе с Полом Валласом, одержав победу над действующим мэром Лори Лайтфут. Брэндом Джонсон одержал победу над Полом Валласом во втором туре выборов и был избран 57-м мэром Чикаго. Является четвертым мэром-афроамериканцем Чикаго.
Является политическим прогрессистом.